# Борислава Іванова
Борислава Мілкова Іванова (болг. Борислава Милкова Иванова), після одруження Михайлова (болг. Михайлова; нар. 24 листопада 1966, Видин) — болгарська спортсменка, веслувальниця на байдарці, призерка Олімпійських ігор.

## Спортивна кар'єра
Борислава Іванова народилася в Видині, місті на Дунаї, і займатися веслуванням на байдарці починала в місцевому клубі.
На Олімпійських іграх 1988 Борислава Іванова у складі байдарки-четвірки у фінальному заїзді прийшла до фінішу третьою, завоювавши разом з подругами Ванею Гешевою, Діаною Палійською та Огняною Петровою бронзову нагороду.
На чемпіонаті світу 1989 зайняла сьоме місце в змаганях байдарок-четвірок.
На чемпіонаті світу 1990 зайняла тринадцяте місце в змаганях байдарок-двійок на дистанції 5000 м.